# 中国人民政治协商会议第十届全国委员会委员名单
中国人民政治协商会议第十届全国委员会共有委员2238人，任期为2003年3月至2008年3月。

## 常务委员会组成人员

### 主席会议组成人员
- 主席：贾庆林
- 副主席：王忠禹、廖晖、刘延东、阿沛·阿旺晋美、巴金[注 1]、帕巴拉·格列朗杰、李贵鲜、张思卿、丁光训、霍英东[注 2]、马万祺、白立忱、罗豪才、张克辉、周铁农、郝建秀、陈奎元、阿不来提·阿不都热西提、徐匡迪、李兆焯、黄孟复、王选[注 3]、张怀西、李蒙、董建华、张梅颖、张榕明（2005年3月第三次会议增选）
- 秘书长：郑万通

### 常务委员
一诚、丁人林、刀述仁、于珍、万学远、万鄂湘、马永伟、马志伟、马忠臣、王东、王蒙、王力平、王大中、王巨禄、王少阶、王东明、王光谦、王先琼、王良漙、王忍之、王明明、王钦敏、王恒丰、王鹤龄、王耀华、瓦哈甫·苏来曼、毛增华、方兆本、方祖岐、孔小均、邓朴方、邓成城、邓伟志、甘子钊、甘宇平、左铁镛、左焕琛、厉以宁、厉有为、石万鹏、石四箴、卢强、卢光琇、卢荣景、卢登华、叶青、叶朗、叶大年、叶小文、叶少兰、叶连松、田岚、田期玉、令狐安、包叙定、冯健亲、冯培恩、冯骥才、圣辉、西纳、曲钦岳、朱铭、朱永新、朱兆良、朱佩玲、朱振中、朱培康、朱增泉、伍绍祖、伍淑清、任文燕、任玉岭、伉铁保、刘璞、刘元仁、刘汉铨、刘永好、刘民复、刘光复、刘廷焕、刘仲藜、刘亦铭、刘迎龙、刘忠德、刘绍先、刘政奎、刘柏年、刘剑锋、刘炳森、齐续春、江家福、安启元、许克敏、许柏年、孙永福、孙优贤、克尤木·巴吾东、苏纪兰、李世济、李良辉、李其炎、李奇生、李昌鉴、李宝祥、李泽钜、李承淑、李勇武、李敏宽、李雅芳、李慈君、李慧珍、李赣骝、杨岐、杨孙西、杨春兴、杨保建、杨俊文、杨振杰、吴福、吴正德、吴光正、吴光宇、吴国祯、吴明熹、吴贻弓、吴冠中、吴祖强、吴润忠、吴敬琏、吴新涛、吴蔚然、何柱国、何添发、何鸿燊、余国春、邹哲开、闵乃本、闵智亭、汪纪戎、宋金升、宋宝瑞、宋瑞祥、宋德福、启功、张工、张平、张帆、張洽、张涛、张大宁、张永珍、张发强、张圣坤、张芝庭、张廷翰、张吾乐、张宏伟、张国祥、张宝文、张宝明、张承芬、张俊九、张梅颖、张绪武、张新时、张榕明、陆锡蕾、阿不都热依木·阿吉伊明、陈军、陈虹、陈广元、陈广文、陈心昭、陈永棋、陈邦柱、陈抗甫、陈昊苏、陈昌智、陈明德、陈佳洱、陈宗兴、陈政立、陈勋儒、陈俊亮、陈凌孚、陈高华、陈益群、陈清华、陈清泰、陈辉光、陈德敏、陈耀邦、邵鸿、邵华泽、邵奇惠、苟建丽、范宝俊、欧阳明高、季剑虹、岳海岩、征鹏、金异、金开诚、金日光、金基鹏、金鲁贤、周子玉、周宜兴、周绍熹、郑兰荪、郑必坚、郑军里、郑楚光、宗顺留、赵龙、赵勇、赵燕、赵展岳、赵喜明、胡彦林、胡富国、钮茂生、俞正、俞云波、俞泽猷、俞海潮、姜笑琴、洪绂曾、姚守拙、姚志彬、贺旻、珠康·土登克珠、袁隆平、莫时仁、桂世镛、索丽生、贾军、夏日、夏家骏、夏培度、钱景仁、倪国熙、倪润峰、徐至展、徐自强、徐更生、徐展堂、徐鸿道、徐麟祥、爱泼斯坦、栾恩杰、高占祥、高国才、郭东坡、郭炳湘、桑顶·多吉帕姆·德庆曲珍、黄璜、黄光汉、黄关从、黄格胜、萧灼基、曹圣洁、龚世萍、龚谷成、章祥荪、阎洪臣、梁金泉、梁荣欣、梁振英、梁裕宁、彭钊、韩大建、韩生贵、韩汝琦、韩忠朝、韩喜凯、程安东、程津培、程誌青、傅杰、傅家祥、傅惠民、舒圣佑、曾华、谢生林、谢克昌、谢丽娟、靳尚谊、雷蕾、窦瑞华、蔡睿贤、翟泰丰、墨文川、黎乐民、德哇仓、潘霞、潘贵玉、潘蓓蕾、霍达
（2005年3月12日第三次会议上增选）
万钢、杨邦杰、张德邻、阎海旺、梁国扬

## 各界别委员

### 中国共产党（99名）
万学远、卫建林、马庆生、马国良、王占、王力平、王广宪、王东明、王生铁、王克英、王国发、王忠禹、王思齐、王景荣、方兆祥、方祖岐、巴桑、艾丕善、艾斯海提·克里木拜、左连璧、厉有为、卢荣景、叶连松、田期玉、白立忱、令狐安、包叙定、朱治宏、伍绍祖、仲兆隆、任启兴、刘枫、刘凤仪、刘延东、刘志忠、刘泽民、刘家琛、安启元、许仲林、孙永福、孙树义、李兆焯、李其炎、李金明、李贵鲜、杨振杰、杨崇汇、肖作福、肖建章、吴爱英、宋平顺、宋宝瑞、张工、张文岳、张志新、张岳琦、张思卿、阿不来提·阿不都热西提、陈虹、陈广文、陈玉益、陈邦柱、陈明义、陈奎元、陈辉光、范钦臣、周子玉、周敬东、郑万通、郑必坚、郑社奎、赵金铎、赵宝江、赵登举、郝建秀、胡彪、钟起煌、钮茂生、秦玉琴、贾庆林、徐匡迪、栾恩杰、高强、郭传杰、郭荣昌、唐德华、桑结加、曹克明、龚心瀚、蒋以任、韩桂芝、韩喜凯、程世峨、程安东、傅杰、傅立民、舒圣佑、蔡武、廖晖

### 中国国民党革命委员会（65名）
卜漱和、万彤、万鄂湘、马文骏、马志伟、王小凤、王良漙、毛增华、方俐洛、孔小均、邓乃扬、邓宇民、艾北方、田惠光、白虹光、冯幸耘、冯健亲、朱建军、朱培康、华筑信、庄威、刘凡、刘璞、刘民复、刘豫阳、齐续春、许钊、孙继业、李崴、李惠东、李尊贤、李慈君、李德强、李赣骝、杨保健、肖黎声、何小平、何丕洁、宋余庆、张庆成、陆锡蕾、陈重华、陈清华、陈澄波、苑春鸣、欧阳明远、罗里熊、周琪、周天鸿、周铁农、单大年、赵振国、战秋萍、修福金、俞正、姚建亭、夏培度、曹亚、龚世萍、符气浩、梁俭、韩汝琦、程誌青、谢克昌、谢德体

### 中国民主同盟（65名）
马洁、王耀华、韦苇、厉以宁、卢强、吕德彬、朱铭、朱尔澄、朱光武、朱佩玲、朱振中、伉铁保、刘长铭、刘文甲、刘光复、刘志林、许柏年、孙优贤、李利君、李晓安、吴大诚、吴正德、吴信才、张圣坤、张克俭、张宝文、张梅颖、张道宏、陈万志、陈子华、陈晓光、尚绍华、罗远芳、金道超、周宜兴、郑泽根、柏均和、俞泽猷、俞海潮、姜化英、贺大经、聂向庭、索丽生、贾庆国、顾欣、倪国熙、徐更生、高拴平、高晓宇、郭松海、郭国庆、唐克美、陶建华、梁荣欣、梁晓声、梁超然、彭于发、韩大建、傅仙罗、储亚平、谢遐龄、雷蕾、鲍义志、鲍敏中、黎乐民

### 中国民主建国会（65名）
马培华、王曦、王少阶、王光远、王怀俊、王恒丰、韦云隆、方兆本、龙国键、卢步东、卢湖山、冯培英、朱德瀛、伍龙章、刘文泮、刘汉元、刘全芳、刘昌谋、孙宝启、李兰、李谠、李世杰、李汉宇、李晓林、李雅芳、杨仁选、杨先明、杨蔚东、杨耀寰、吴云汉、吴国华、吴晓青、余瑞玉、沈铁梅、张皎、张国初、张榕明、陈昌智、陈明德、陈政立、陈秋芳、林栖凤、欧成中、金正新、周绍熹、周振中、郑建和、郑健龄、赵龙、赵燕、胡振鹏、姜建初、姜笑琴、倪晋仁、徐创风、高天乐、郭振家、黄关从、黄泽民、韩儒英、解生瑞、蔡玲、熊大方、墨文川、潘琦

### 中国民主促进会（45名）
邓伟志、史贻云、朱永新、朱蓉先、刘运来、刘锦才、刘新成、严隽琪、李有成、李国璋、李前宽、吴葵光、邱立成、张帆、张正明、张自立、张怀西、张承芬、陈守义、陈英旭、陈凌孚、陈益群、苟建丽、罗黎辉、冼鼎昌、赵光华、赵丽宏、相小青、段成桂、俞曙霞、姚本棠、姚建铨、贺旻、袁祖亮、徐德骁、梅冬、曹维新、盖山林、程幼东、谢勇、窦瑞华、蔡述明、蔡继明、蔡睿贤、潘贵玉

### 中国农工民主党（45名）
于生龙、王正荣、王智琼、左焕琛、叶建农、冯炯华、朱兆良、刘家琛、苏时务、李蒙、李汉秋、杨利霞、肖燕军、吴新涛、宋金升、张大宁、张新建、张鹤镛、陈子江、陈述涛、陈宗兴、陈勋儒、陈雅棠、陈瑞清、欧阳华、金国生、周然、周宜开、周骏羽、郑小燕、段惠军、俞祖彭、姚守拙、栗震亚、徐鸿道、黄敬孚、阎洪臣、彭钊、韩宇东、锁贺祥、傅家祥、焦平生、游宏炳、谢庆生、薛蓓儿

### 中国致公党（30名）
于长隆、王孝询、王钦敏、牛文元、邓善熙、叶文虎、朱坦、许克敏、吴幼英、吴明熹、邱国义、张玲、陈杰、陈汉彬、陳偉明、陈德展、林方略、罗霞、罗豪才、胡旭晟、俞云波、姚凯伦、黄因慧、黄格胜、曹鸿鸣、麻建国、彭图治、程津培、谢朝华、薛卫民

### 九三学社（35名）
王选、王林旭、王辉丰、邓浦东、卢光琇、田麦久、冯培恩、刘石民、刘秀晨、刘政奎、刘荣汉、李仁霖、李慧珍、吴伯明、吴博威、何玉成、闵乃本、宋晓华、启功、张涛、张化本、张桃林、陈心昭、陈永川、陈抗甫、陈家骅、邵鸿、罗锡恩、金开诚、周翔、郑祖康、郑楚光、赵俊、赵乃岩、赵维娜、洪绂曾、姚志彬、徐国权、黄荣、韩忠朝、曾华、谢小军、谢丽娟、赖明、潘蓓蕾

### 台湾民主自治同盟（19名）
石四箴、刘亦铭、江中联、孙南雄、孙桂芬、李小和、李敏宽、吴庆洲、吴国祯、汪毅夫、张华军、张克辉、陈正统、郑凡、郭理、谢志成、谢雨辰、雷献禾、蔡国雄

### 无党派民主人士（61名）
王平、王明明、文喆、甘子钊、叶朗、叶小钢、叶秀山、冯平、戎嘉余、朱作言、朱锦林、刘公勤、刘洪滨、刘积仁、江欢成、许京军、李卫、李伟雄、李春岩、李晋峰、杨岐、杨匡满、杨国桢、汪纪戎、張洽、张元方、张立辰、张顺彩、陆蠡珠、陈昌生、陈俊亮、陈高华、陈祥福、陈箭深、林而达、欧阳中石、欧阳明高、金日光、周远楣、赵展岳、郝跃、郝如玉、郝明金、侯惠民、姜伯勤、徐一鸣、徐至展、徐麟祥、郭雷、唐守正、黄强、黄伟光、龚惠兴、章祥荪、梁从诫、梁裕宁、寇纪淞、曾溢滔、蒲文成、霍达、霍兵

### 中国共产主义青年团（10名）
田向利、白向群、余远辉、赵勇、胡伟、徐枫、徐永光、海飞、崔波、褚平

### 中华全国总工会（51名）
于天忱、王东、王萍、王金城、王禹民、毛小兵、方嘉德、白文庆、纪明波、苏立清、杜如昱、李永安、李永海、李奇生、李海滨、肖振邦、吴耀文、何世斌、何界生、佟常印、沈雯、张艳、张子鹏、张宏遵、张青林、张国祥、张俊九、陆仁达、陈永满、林用三、欧珠平措、金义华、周德强、赵喜林、赵新先、胡先春、袁伟霞、顾心怿、倪豪梅、徐锡澄、徐德明、高颖维、黄四川、曹景舜、康交阳、葛文耀、董力、董经纬、曾涛、曾恒一、谢伟民

### 中华全国妇女联合会（66名）
丁凤英、于小文、万山红、王静、王光美、王淑贤、韦钰、卢天骄、叶文玲、叶礼艳、叶顺兴、叶维祯、冯友、冯淬、冯理达、冯淑萍、任远征、伊丽苏娅、米逸颖、汤燕雯、孙毓敏、寿嘉华、李羚、李善同、李嘉音、杨敏德、杨慧琼、何悦、张冬梅、张晓梅、陈红、陈曙、邵华、其美泽巴、林瑞、尚秀云、昂毛、郄秀书、周秉德、郑明明、赵少华、赵秀英、赵桂英、赵葆秀、胡克惠、胡葆琳、柯锦华、姚珍薇、莫文秀、皋玉凤、资华筠、黄紫玉、曹素英、崔琳、梁国贞、尉中民、彭玉、彭钢、彭嘉柔、敬一丹、蒋秋霞、傅冬、强俄巴·次仁央宗、窦晓玉、谭小亭、樊锦诗

### 中华全国青年联合会（28名）
王征、王霞、王书平、王均瑶、卢柯、冯巩、匡湧、吉狄马加、吕树文、朱从玖、刘敏、孙萍、邱晓华、张伟平、张近东、张治中、张荣坤、陈明金、陈金飞、郁钧剑、周汉民、胡克勤、倪萍、崔晋宏、彭丽媛、葛健、蔡耀军、薛光林

### 中华全国工商业联合会（65名）
才旺扎西、王翔、王玉锁、王茂祥、王祥林、王植时、王鹤龄、尹明善、邓伟、卢志强、边鸣涛、任文燕、刘永好、刘志强、刘迎霞、刘金虎、刘新才、许连捷、许荣茂、孙安民、苏正国、苏红平、李仁、李宇鸿、李安民、李品三、李祖可、杨铿、吴一坚、吴惠天、何志尧、何报翔、余渐富、汪远思、宋德福、张元龙、张文中、张玉麟、张龙之、张芝庭、张宏伟、张征宇、张绪武、阿不都热依木·阿吉依明、陈春林、林兆平、欧阳吟、金异、郑跃文、赵满堂、胡成中、段永基、保育钧、柴宝成、徐冠巨、郭占春、唐万里、黄孟复、章崇任、梁志敏、梁金泉、韩伟、韩真发、童石军、瞿怀明

### 中国科学技术协会（47名）
王开元、王宗银、王家柱、王基铭、王景川、王渝生、王曙光、左铁镛、叶大年、乐寿长、冯士笮、刘巍、刘友梅、刘立清、刘永坦、江泽慧、许谨诚、李华栋、李铮友、杨乐、杨志海、杨朝仕、闵桂荣、沈文庆、宋春华、宋瑞祥、张泽、张鳌、张新时、陆延昌、陈剑虹、茅玉麟、罗良仰、金祥文、周名江、郑一军、胡启恒、姜伯驹、徐善衍、殷鸿福、彭先觉、程国栋、曾庆存、温克刚、谢华安、谢松林、谭庆琏

### 中华全国台湾同胞联谊会（14名）
石四皓、叶亮、杨思泽、连英俊、吴英辅、张岩、陈杰、陈贵州、林荣茂、林盛中、梁国扬、梁燕君、蔡世雄、蔡国斌

### 中华全国归国华侨联合会（23名）
卢育波、叶迪生、叶佩英、李长春、李欲晞、杨玉环、吴承业、邱维廉、何添发、张伟超、张守信、陈兰通、陈爱莲、陈联合、林明江、林淑娘、郭麟恭、唐闻生、黄军军、强伯勤、廖中才、潘光炎、瞿弦和

### 文化艺术界（159名）
于庆成、于魁智、马季、马博敏、王蒙、王习三、王巨才、王仁杰、王为政、王玉珏、王世光、王立军、王成喜、王次炤、王兴东、王安忆、王洪华、王铁成、王铁城、王馥荔、韦廉、巴金、甘英烈、艾青春、龙瑞、叶少兰、叶惠贤、白雪石、白淑湘、冯英、冯小宁、冯骥才、宁根福、尼玛泽仁、加米拉、边发吉、巩俐、吐尔逊·尤努斯、朱乃正、朱世慧、刘云智、刘兰芳、刘宇一、刘秀荣、刘秀荣、刘忠德、刘秉义、刘炳森、刘锡津、刘德海、关牧村、孙丽英、克里木、苏国璋、杜近芳、杜滋龄、李燕、李双江、李世济、李存葆、李延声、李谷一、李金枝、李素华、李致忠、李维康、杨力舟、杨伟光、杨延文、杨春霞、杨秋玲、吴江、吴欢、吴玉霞、吴贻弓、吴冠中、吴祖强、吴雁泽、邱长元、何家英、闵惠芬、汪世瑜、宋雨桂、宋祖英、张平、张千一、张艺谋、张会军、张抗抗、张贤亮、张学津、阿拉泰、阿依吐拉、陈钢、陈醉、陈国星、陈建功、陈祖芬、陈晓光、陈道明、陈燮阳、武季梅、英若诚、林耀基、尚长荣、罗天婵、金铁霖、单霁翔、孟广禄、赵青、赵士英、赵有亮、赵志宏、赵秀云、赵秀君、赵喜明、胡芝风、施大畏、姜文、姜昆、姚珠珠、敖德木勒、耿其昌、耿莲凤、莫德格玛、贾平凹、夏燕月、徐庆平、徐启雄、高占祥、黄宏、黄济人、黄婉秋、黄蜀芹、黄新德、梅葆玖、盛中国、崔建华、崔善玉、康金成、董良翚、韩书力、韩美林、覃志刚、傅庚辰、舒乙、靳尚谊、鲍国安、蔡正仁、谭利华、翟泰丰、滕矢初、滕进贤、潘虹、潘霞、潘公凯、潘震宙、魏明伦、濮存昕

### 科学技术界（156名）
丁传贤、丁仲礼、于宗林、马志明、马凯梅、王中黔、王长德、王凤清、王志新、王南华、王弭力、王淀佐、王惠通、毛增滇、凤懋润、邓楠、甘晓华、古德生、左铁钏、石耀霖、卢锡城、叶良才、田静、田中群、白以龙、白世伟、白拜尔、包景岭、邢新会、吉永华、毕作滨、曲维枝、朱敏慧、任玉岭、邬贺铨、刘钝、刘勇、刘玉岭、刘敦一、关桥、江东亮、许政暟、许根俊、孙忠良、孙济州、苏纪兰、苏国萃、巫致中、李昌、李明、李莉、李鸿、李玉光、李迪斐、李忠海、李济生、李冠兴、李素循、李烈荣、李家明、李维斗、李德毅、杨存富、杨宝奎、吴中如、吴良好、邱文豹、邱占祥、何升韬、何栋材、何镜堂、余志华、邹玉川、汪品先、沈国荣、沈德忠、张今强、张立贵、张学阳、张彦仲、张洁瑜、张登义、张福炎、张德二、陆健健、陈邦柱、陈作斌、陈佳洱、陈受宜、陈厚生、陈炳德、陈振楼、陈章立、陈清泉、范如玉、范晓虹、林金、林溪石、林嘉騋、庞巨丰、郑兰荪、孟宪欣、封云芳、封锡盛、赵龙海、赵志祥、赵国通、赵忠贤、赵修建、胡文瑞、茹克、柳崇禧、段镇基、修瑞娟、俞忠钰、施平、洪国藩、姚建年、秦大河、袁希钢、袁振宇、袁晴棠、聂玉昕、夏建白、钱七虎、钱积惠、徐忠、徐士乔、徐中信、徐静松、翁宇庆、翁志成、唐纪良、陶化成、黄大卫、黄平涛、黄先祥、黄志恭、黄宏生、黄尚廉、黄春平、黄荣辉、黄欹昌、戚发轫、董韫美、傅锐、傅新华、舒兴田、谢俊奇、雷震洲、鲍培德、蔡自兴、熊大闰、樊建人、潘文石、穆京祥

### 社会科学界（68名）
万小元、马延军、王名、王战、王永海、王伟华、王忍之、王瑞璞、牛平、卞晋平、卞耀武、邓锋、卢中南、叶小文、叶廷芳、白钢、朱佳木、仲布·次仁多杰、刘大钧、刘白驹、刘同心、刘庆柱、刘国能、刘景录、江蓝生、安家瑶、许世铨、孙正聿、牟本理、李讷、李冬妮、李君如、李昌鉴、李崇富、李静杰、杨胜群、杨海坤、吴德立、何秉孟、何星亮、谷安林、邹逸麟、宋林飞、张卓元、张虎生、张倩红、张蕴岭、陆忠伟、陈洪、陈文华、陈智伦、陈漱渝、周天游、赵园、赵功民、赵彦修、耿惠昌、夏家骏、徐玉麟、高宗泽、姬亚军、黄梅、梁慧星、敬瑞祥、景天魁、喻权域、靳辉明、瞿世镜

### 经济界（130名）
于珍、马永伟、马明哲、王军、王礼恒、王武龙、王秦平、王振侯、王超斌、王德臣、毛蕴诗、乌杰、方诚国、石万鹏、叶青、叶宏明、田文华、田在玮、田瑞璋、付彦、兰云升、吉晓辉、达庆利、吕新奎、朱焘、朱成钢、朱登山、任运良、刘乃兰、刘廷焕、刘是龙、刘剑锋、刘高倬、刘海燕、刘德树、刘德洪、羊子林、许坤元、孙钢、孙宁豫、孙希岳、孙昌基、杜钰洲、李士忠、李书福、李永江、李达昌、李志民、李居昌、李炳才、李晓东、杨志强、杨贤足、杨树德、杨崇春、杨尊伟、吴敬琏、何林祥、谷永江、应文华、张人为、张光瑞、张志凯、张吾乐、张果喜、张宝明、张勋贤、张家林、张赛娥、陆江、陆克平、陈峰、陈小津、陈顺恒、陈洲其、陈振东、陈清泰、陈新华、陈耀先、邵奇惠、武春河、苗耕书、林乃基、林毅夫、罗冰生、罗植龄、周可仁、周明臣、周晋峰、宗立成、赵光华、赵宇梓、赵希正、胡友林、姜光裕、洪虹、洪敬南、洪善祥、秦晓、袁立本、桂世镛、夏伟、夏国洪、倪益瑾、倪润峰、徐锡洲、殷介炎、翁祖泽、高仰秀、郭树清、唐大智、黄炎、萧灼基、龚立群、康义、康健、董文标、韩学琦、喻军、蔡庆华、蔡来兴、蔡国雄、谭竹洲、谭伯源、熊贤林、潘庆林、薛荣哲、穆励、穆占英、穆麒茹

### 农业界（68名）
于振文、上官新晨、马福、马忠臣、王心芳、王志宝、王海波、区颖刚、文家庭、方智远、邓秀新、甘宇平、白一波、吕飞杰、吕建中、刘于鹤、刘成果、刘忠元、齐景发、闫伟、许皞、李子彬、李德宏、杨邦杰、杨志福、杨国俊、肖万钧、吴金印、沈国舫、张红武、张德楠、陈昌洁、陈德敏、陈耀邦、武维华、林天锡、郑维列、赵法箴、赵春明、胡富国、段应碧、侯勇跃、闻大中、骆少君、袁荣贵、袁隆平、聂振邦、顾二熊、高安泽、陶铁男、桑以琳、黄璜、黄大昉、黄鸿翔、曹幸穗、常近时、梁国鲁、梁季阳、董庆周、程萍、程顺和、舒安娜、鲁成、鲁志强、谢明权、漆林、黎安田、瞿振元

### 教育界（107名）
丁伟岳、于泽荣、万钢、王大中、王生洪、王光谦、王伴青、王沛清、王性复、王宗光、王修林、王晓秋、王梦恕、王智平、韦穗、区鉷、卢炬甫、冯明光、司来义、司富春、邢福义、曲钦岳、朱清时、朱新均、旭日干、刘西拉、刘振夏、刘桂真、祁载康、许仲梓、许敖敖、孙彦、孙林夫、孙钟秀、严大凡、严陆光、李未、李明、李星、李未明、李延保、李国华、李宝芳、李建保、李椿萱、杨义先、杨春时、吴训威、汪苹、沈士团、宋绍华、张卓、张大方、张杰庭、张俐娜、张鉴祖、张燕瑾、陆谷孙、陆煜泰、陈勉、陈文博、陈传誉、陈景秋、邵国培、范天佑、卓玛、图登克珠、周同甫、周远清、周国治、赵玉芬、茹克叶·穆罕默德、段雄、俞汝勤、俞丽拿、洪伟、贺美英、袁贵仁、钱景仁、凌呼君、高文、高歌、高玉葆、高正红、席裕庚、黄元河、黄晓浪、黄润秋、黄维义、盛连喜、章鲁、章梅荣、董自孝、程崇庆、傅惠民、焦文俊、谢衷洁、谢维和、裘锡圭、蔡克勤、廖昌永、谭忠印、薛康、薛慕煊、霍裕平、魏群、魏权龄

### 体育界（19名）
马俊仁、邓亚萍、甘连舫、叶乔波、叶江川、许海峰、李玲蔚、李炳华、杨静之、何慧娴、张健、张发强、陈立人、陈思坦、林金泉、宫鲁鸣、钱利民、屠铭德、樊庆斌

### 新闻出版界（49名）
丁振海、于友先、马澄坤、王军伟、韦建桦、石汉基、卢世琛、朱英璜、刘建中、刘济民、刘振英、苏士澍、李丹、李仁臣、李瑞英、杨波、杨澜、杨正泉、何东君、汪继祥、沙博理、沈鹏、沈仁干、张茵、陈铎、陈必娣、邵华泽、苗淑菊、林光如、罗开富、周海婴、弥松颐、赵昌平、赵忠祥、袁志发、聂震宁、桂晓风、徐心华、徐式谷、徐锡安、爱泼斯坦、高明光、席殊、唐浩明、黄景钧、龚亚夫、常城、蔡名照、戴舟

### 医药卫生界（89名）
于文明、王天佑、王立东、王旭东、王红阳、王国治、王国相、王智彪、王新陆、王德炳、方廷钰、方积乾、巴德年、石炳毅、龙致贤、冯世良、朱庆生、朱宗涵、朱智勇、刘志红、刘迎龙、刘荣玉、刘登岗、祁吉、孙隆椿、孙靖中、李天德、李文志、李立明、李光荣、李向高、李连达、李宏为、李佩文、李辅仁、李森恺、杨雄里、杨魁孚、连建伟、肖红、吴以岭、吴若彬、吴海洋、吴蔚然、何惠宇、佘靖、沈悌、迟宝荣、张庆文、张忠辉、张学梅、张铁良、张震康、阿达来提·阿合买提江、陈志哲、邵一鸣、其仁旺其格、罗永明、罗爱伦、周良辅、周定标、周超凡、郑法雷、郑筱萸、屈婉莹、赵达生、赵学铭、胡瑾、胡锡琪、哈孝贤、钟南山、侯树勋、姚乃礼、夏宁、殷大奎、栾文民、高春芳、高润霖、黄峻、葛炳生、董协良、董志伟、程书钧、傅世垣、傅民魁、谢炳、蔡威、熊思东、戴秀英

### 对外友好界（32名）
万永祥、马振岗、王立安、王昌义、王景茂、车书剑、石愚、乐美真、刘明、李小林、李北海、吴建民、张祥、张文彬、张宏喜、陈乃芳、陈玉杰、陈昊苏、武韬、武东和、周天顺、俞贵麟、俞晓松、袁明、袁熙坤、原焘、郭东坡、梅平、龚华基、梁湜、蒋晓松、潘占林

### 社会福利和社会保障界（32名）
于兵、万选蓉、王林、王立忠、王建伦、王宪章、邓朴方、甘柏林、刘玉芬、刘仲藜、刘雅芝、许德馨、李玉玲、李贤义、李宝库、杨骥川、张小玲、张海迪、张雪岩、陈君石、范宝俊、胡志斌、侯希贵、贾祥、夏荣强、徐颂陶、郭本瑜、唐运祥、黄文仔、谢国胜、谢根荣、戴凤举

### 少数民族界（104名）
马三刚、马开贤、马文义、马玉祥、马占山、马国权、马国超、马鸿恩、王正贤、王四代、王先琼、王佳敏、王章平、韦杰铮、瓦哈甫·苏来曼、仁青加、巴桑顿珠、艾徐、艾沙哈日·肉孜、艾迪拜·伊斯哈克娃、石锐、龙超云、平淑华、卢尼奥夫·尼古拉·伊万诺维奇、甲热·洛桑丹增、申楚、田岚、白音门德、尼牙孜·皮达、吉普·顿珠平措、朴惠善、尧西·旺堆、尧西·索朗卓玛、肉孜·吾守尔、伏来旺、多嘉、刘虹、刘明哲、刘绍先、刘新乐、江家福、安学发、克尤木·巴吾东、苏晓云、杜梅、李扎拉、李成日、李承淑、李慕唐、杨一奔、杨吉生、杨春兴、杨谊群、杨新华、吴慧、吴爱红、库尔班·艾尔西丁、张美琼、阿沛·阿旺晋美、陈军、拉巴平措、林兴、林仓·晋美、罗正富、帕巴公觉、帕夏·依夏、和根合、征鹏、金曼、金仁燮、金基鹏、金靖宇、郑军里、宗庸卓玛、房卫党、孟苏荣、孟松林、赵恩登、赵家周、郝文明、荣仕星、美朵曲珍、贺兴洲、莫尼·塔布力地、莫时仁、夏日、高炜、高国才、诺尔德、曹毅、常胜、康尼·巴桑、寇铸勋、彭兆清、韩兴旺、覃文静、蓝志龙、蓝秀珍、蓝怀昌、新杂·单增曲扎、熊胜祥、德德玛、鞠雅莲、魏红

### 宗教界（66名）
一诚、丁广治、丁文方、丁光训、刀述仁、马寿新、马进成、马良骥、马忠杰、方建平、邓福村、东宝仲巴·呼图克图、旦白尼玛、加羊加措、加纳·加央克珠、圣辉、西纳、伍贻业、任法融、刘元仁、刘怀元、刘柏年、刘德申、安信义、那仓向巴昂翁·丹曲成来、孙锡培、买买提·赛来、戒忍、苏德慈、吴承荣、余文良、余振贵、闵智亭、阿不都力提甫·阿不都热衣木大毛拉、陈广元、陈顺鹏、范承祖、郁成才、明生、帕巴拉·格列朗杰、季剑虹、金蔚、金鲁贤、净慧、学诚、房兴耀、香根·巴登多吉、觉醒、珠康·土登克珠、聂达、根通、贾拉森、夏立宛、唐诚青、桑顶·多吉帕姆·德庆曲珍、黄信阳、萨隆·平拉、曹圣洁、董光清、韩生贵、策墨林·单增赤列、傅先伟、谢生林、雷世银、嘉木扬·图布丹、德哇仓

### 特邀香港人士（122名）
马介璋、王永乐、王国华、王䓪鸣、王敏贤、区永熙、文樓、方铿、方黄吉雯、计佑铭、卢文端、田北俊、邝广杰、冯华健、冯庆锵、冯国经、朱树豪、朱莲芬、伍淑清、庄启程、刘汉铨、刘兆佳、刘宇新、刘廼强、刘诗昆、刘皇发、阮北耀、李扬、李大壮、李业广、李秀恒、李君夏、李国章、李国强、李泽钜、李祖泽、李家杰、李家祥、李群华、杨钊、杨孙西、杨海成、杨祥波、吴光正、吴家玮、何世柱、何志平、何柱国、余燊、余国春、邹灿基、邹哲开、闵建蜀、汪明荃、张永珍、张华峰、张国良、张学明、张信刚、张闾蘅、张家敏、陈凤英、陈文裘、陈玉书、陈永棋、陈丽华、陈奇伟、陈鑑林、邵善波、林学甫、林树哲、林淑仪、罗友礼、罗祥国、罗康瑞、罗德丞、周永健、郑家纯、郑维健、郑耀宗、赵汉钟、荣智健、胡汉清、胡应湘、胡定旭、胡经昌、查懋声、钟瑞明、施子清、施祥鹏、施展熊、洪祖杭、徐是雄、徐展堂、高敬德、郭炳湘、黄光汉、黄守正、黄英豪、黄景强、黄智超、梁天培、梁钦荣、梁振英、蒋丽芸、曾文仲、曾钰成、谢中民、谢志伟、蓝鸿震、赖庆辉、蔡冠深、廖长城、廖正亮、谭耀宗、黎锦文、潘宗光、潘祖尧、霍英东、霍震霆、戴希立、戴德丰

### 特邀澳门人士（27名）
马万祺、马有礼、白捷、刘衍泉、许健康、李沛霖、李勇武、杨俊文、吴福、吴立胜、吴培娟、何玉棠、何鸿燊、陆波、招银英、柯为湘、钟立雄、姚鸿明、贺定一、曹其真、崔耀、崔世昌、梁华、廖泽云、黎振强、颜延龄、潘汉荣

### 特别邀请人士（167名）
丁瑜、丁人林、于洪葆、马炳芝、王久祜、王巨禄、王永国、王吉连、王守初、王林森、王卓辉、王莉文、王晓玉、王涛志、王海容、王福中、尤兰田、邓成城、邓培德、石玉珍、龙安定、卢温胜、卢登华、叶厚荣、田爱习、田鹤年、史新民、冯延龄、曲方桓、朱小丹、朱孟依、朱恩涛、朱景辉、朱鉴凡、朱增泉、伍秋才、伍席源、庄绍绥、刘太行、刘宝臣、刘善璧、祁培文、许智明、孙福、孙必达、孙怀山、苏树辉、杜毅、李青、李敏、李大维、李凤洲、李良辉、李国安、李宝祥、李贻衡、李恒星、李晋有、李德成、杨同祥、杨惠川、肖贞堂、肖光成、吴光宇、吴润忠、吴锦文、何少川、何其宗、汪正生、沙显明、沈中、沈兆吉、宋文汉、张玉忠、张廷翰、张传庆、张旭升、张兴业、张红力、张国文、张祥林、张绪明、张道诚、陈秀、陈开枝、陈先锋、陈秀芳、陈泽盛、陈修茂、陈晓颖、陈营官、范西成、林上元、林庆民、林国文、林金城、林祥国、罗锋、罗东进、罗有礼、岳海岩、周文元、周安达源、郑牧民、郑质英、郑炳清、宗顺留、孟继尧、赵英富、赵金城、郝保庆、胡悦、胡彦林、胡葆森、钟小健、拜玉凤、段达球、侯伯文、姜兴和、骆隆森、秦德文、贾军、徐华东、徐自强、徐学海、徐增平、高文远、高金钿、郭炎、郭玉祥、郭东亚、郭修圃、唐树杰、浦江、黄天明、黄方毅、黄光苗、黄亦纯、黄恒美、黄跃金、黄植诚、曹维新、龚谷成、龚建明、崔占福、阎纯德、梁亮胜、彭磷基、董利翔、蒋放年、韩方明、韩瑞阶、辜文兴、程熙、傅志煌、傅秉耀、傅继德、游洛屏、蒲荣祥、楼志豪、虞荣仁、蔡志明、臧穗、臧文清、缪寿良、翦英海、薛映承
（2005年2月28日常委会第八次会议增补）
丁常云、王凤超、王志珍、王国强、王洛林、区宗杰、邓兆棠、石爱中、龙子明、田刚、史纪良、冯并、吕明华、朱元樑、朱静芝、庄先、刘江、刘坚、刘长乐、刘本仁、刘华秋、刘鸿庥、刘新文、宇如聪、孙淑义、李永德、李统书、李嘉琥、李德水、何光暐、沈红光、沈淑济、张广钦、张少琴、张文康、张华祝、张志刚、张国初、张俊芳、张保庆、张维民、张福森、张德邻、陈竺、陈世俊、陈仲强、陈绍基、林志华、林铭森、周占顺、周健民、周梁淑怡、郑斯林、赵永吉、赵汝蘅、赵启正、郝远、郝昭成、郝益东、贺捷生、袁伟民、徐一帆、高峰、郭廷标、陶斯亮、黄如楷、黄楚标、康成元、阎海旺、董建华、敬正书、辜胜阻、温光春、谢广祥、谢正观、谢经荣、赖保荣、詹思禄、谭孝曾、戴光前